# Georges Méliès
Marie Georges Jean Méliès (Parijs, 8 december 1861 – aldaar, 21 januari 1938) was een Franse filmpionier en illusionist.

## Privéleven en carrière
Méliès werd geboren als zoon van een rijke laarzenmaker. In 1884 ging hij naar Londen om zijn Engels te verbeteren en kwam hij bij het Egyptian Theater, een zaak gerund door twee Engelse goochelaars. Méliès besloot zelf ook goochelaar te worden. In 1886 had hij zijn eerste publieke optreden. In 1888, toen zijn vader met pensioen ging, verkocht Georges de zaak om daar het Théâtre Robert-Houdin van te kopen, een verlaten theater in Parijs. Méliès beweerde dat hij op 28 december 1895 een van de mensen was die de eerste voorstelling van de cinematograaf van de gebroeders Lumière bijwoonde. Het staat vast dat Auguste Lumière in die tijd een buurman was van Méliès en hem er dus over zou kunnen hebben verteld. Alleszins raakte Méliès enthousiast voor het medium en wilde hij ook zoiets om toe te voegen aan zijn show. De gebroeders Lumière weigerden het echter aan hem te verkopen. Via de Engelsman Robert W. Paul kreeg Méliès illegaal toch een projector, gebaseerd op de technologie van de kinetoscoop van Edison. Aldus kon Méliès op 5 april 1896 in zijn theater filmvoorstellingen geven.
Méliès wilde verder gaan. Na bestudering van die projector bouwde hij samen met Lucien Koster het apparaat van R.W. Paul om tot een filmcamera. Vanaf mei 1896 maakte hij zijn eigen films en had hij zijn eigen productiemaatschappij. Méliès was trouwens ontzettend productief. Tussen 1896 en het 1912 bracht hij meer dan 520 filmpjes uit. Bovendien deed hij alles zelf. Hij zorgde voor de regie, schilderde de decors, bedacht trucs en acteerde.

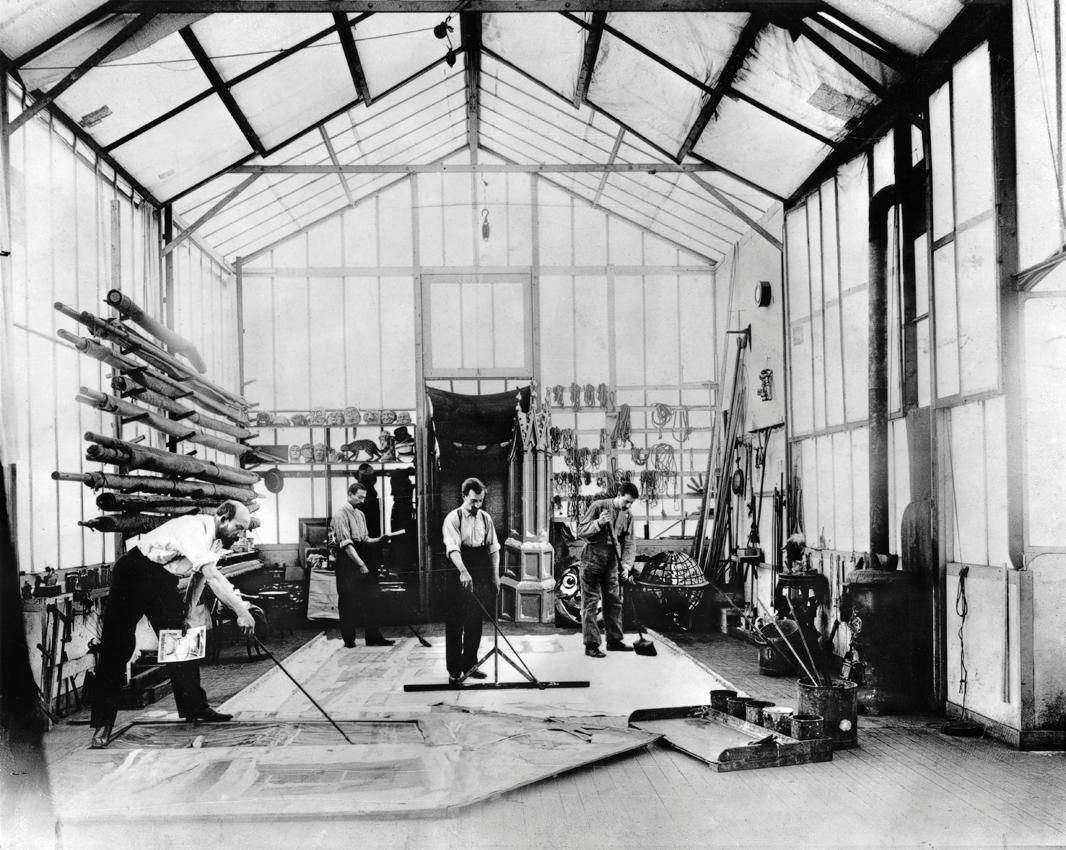
Georges Méliès (links) in zijn studio in Montreuil

In januari 1897 richtte hij Star Film op en bouwde hij de eerste filmstudio van Europa, in Montreuil. In 1899 begon hij te experimenteren met kleur en in 1901 had hij montage onder de knie, waarmee hij illusies op film creëerde. Ook experimenteerde hij met superimpositions, waarbij meerdere beelden over elkaar werden gelegd. Zo vormde Méliès in zijn eentje een orkest in L'Homme orchestre uit 1900. Hij was geschoold in achttiende-eeuws theater, wat ook te zien was in de films. Hij gebruikte decors en kostuums uit het theater en liet zijn acteurs aan het einde van een scène buigen, maar hij paste ook speciale effecten uit het theater toe op zijn films.

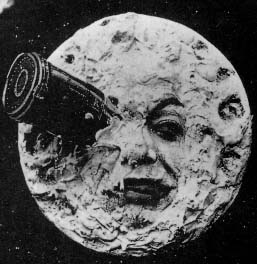
Scène uit Le voyage dans la lune, 1902

In 1902 kwam zijn beroemdste film uit, Le voyage dans la lune, waarin een groep wetenschappers naar de maan reist (een beroemde scène is de landing van de raket in het oog van de maan), waar de wetenschappers stuiten op vreemde maanwezentjes. In 1904 bracht hij Le voyage à travers l'impossible uit, met 22 minuten waarschijnlijk de langste film van zijn tijd. Beide films doen denken aan de boeken van Jules Verne, een mogelijke inspiratiebron van Méliès.

## Ondergang
Tegelijkertijd kwam Méliès erachter dat zijn films illegaal werden gekopieerd in Amerika. Hij vroeg het auteursrecht aan op 27 december 1902 voor zijn eigen bedrijf Star Film en begon een filiaal in New York, onder leiding van zijn broer Gaston. Vanaf 1905 kreeg hij het moeilijk. Hoewel zijn films tot de populairste van zijn tijd behoorden, kreeg de theaterman Méliès (afhankelijk van kermissen) concurrentie van de eerste bioscopen van Léon Gaumont en Charles Pathé. De industrie veranderde, maar Méliès kon zich niet aanpassen. Hij wist onvoldoende in te spelen op de geëvolueerde smaak van zijn publiek. Vanaf 1911 begon Pathé zijn films te vertonen. In 1914 werd zijn theater gesloten en raakte Méliès bankroet.
In 1923 zat Méliès financieel aan de grond. Uit pure woede en onmacht vernietigde hij alle negatieven die hij had.
In 1925 had Méliès alles verloren en werkte hij samen met zijn vrouw Jeanne d'Alcy in een kiosk bij het station Montparnasse, waar ze snoep en speelgoed verkochten. Rond die tijd werd zijn reputatie weer hersteld door de surrealisten, die hem als een pionier beschouwden. Op 16 december 1929 werd er zelfs een gala-avond voor hem georganiseerd in de bekende bioscoop Studio 28. In 1931 werd hij geëerd met het Franse Legioen van Eer en kreeg hij een appartement, waar hij de rest van zijn leven doorbracht. Begin 1938 overleed hij arm met meer dan 500 films nalatend. Zijn films zijn een belangrijke inspiratiebron geweest voor veel filmmakers als D.W. Griffith en Charlie Chaplin.

## Speciale effecten

### Algemeen
Méliès wist heel goed in te spelen op zowel het tonen van de fotografische werkelijkheid als het manipuleren, monteren en ingrijpen in die werkelijkheid door allerlei trucages.
Een beroemd verhaal is hoe hij jump cut ontdekte. Toen Méliès in Parijs aan het filmen was, liep zijn camera vast. Na een minuutje deed de camera het weer en ging Méliès verder met filmen. Toen hij de film terugzag, leek het alsof een bus plotseling veranderde in een koets. Mensen uit de scène verdwenen of verschenen.
In Escamotage d'une dame au théâtre Robert Houdin uit november 1896 paste hij deze techniek voor het eerst toe. Hij liet een vrouw van het ene op het andere moment veranderen in een skelet, waarmee hij het eerste speciale effect in de geschiedenis van de film gebruikte. Hij noemde dit een truc d'arrêt. Deze speciale effecten werden zijn handelsmerk, waaraan hij zijn bijnaam "de vader van speciale effecten" aan dankte. Edison had deze techniek trouwens eerder ontdekt, maar nooit toegepast.

### Trucages
In de tijd van Méliès waren er niet veel trucages mogelijk. Het belangrijkste was dan ook hoe je ze presenteerde. In dat laatste was Méliès een specialist.
Méliès maakte gebruik van de volgende trucages:
- Stop-substitutietechniek
- De techniek van de meervoudige belichting
- De overvloeier

## Trivia
- De Amerikaanse groep The Smashing Pumpkins brengt in de videoclip van het nummer Tonight, Tonight een hommage aan het werk van Méliès. Naast de van Méliès bekende technieken, is dit aan het einde van de clip te zien aan de naam van het schip: de Méliès.
- Een bewerkte versie van het beroemde beeld van de maan uit Le voyage dans la lune wordt door Duits rockfestival M'era Luna als logo gebruikt.
- De Belgische muziekgroep K3 maakte in 2004 een clip bij hun lied Zou er iemand zijn op Mars?. Geïnspireerd door Méliès, en het beeld van de maan uit Le voyage dans la lune zit er ook in.
- Het levensverhaal van Georges Méliès is een niet onbelangrijke subplot in de film Hugo (2011) van Martin Scorsese. Een tekening van de op de maan inslaande raket verwijst in de film ook naar Le voyage dans la lune. De film is grotendeels gebaseerd op het boek De uitvinding van Hugo Cabret van Brian Selznick, waar Georges Méliès eveneens een grote rol speelt.
- In februari 2012 bracht de Franse groep Air het album Le voyage dans la lune uit met muziek gebaseerd op de gelijknamige film van Méliès.
- In mei 2013 bracht de Belgische crossoverband Speaking double Dutch een videoclip uit met fragmenten uit 4 films van Méliès, getiteld Doe dit doe dat.
- In 2015 werd Méliès postuum opgenomen in de Science Fiction Hall of Fame.[2]
- In 2018 maakte technoartiest Jeff Mills een album als nieuwe soundtrack bij Le voyage dans la lune.
- De Britse rockgroep Queen gebruikt beelden van Méliès in hun videoclip van het nummer Heaven for everyone.

## Belangrijkste films
- 1900 - L'Homme orchestre
- 1901 - La chrysalide et le papillon d'or
- 1902 - L'Homme à la tête en caoutchouc
- 1902 - Le voyage dans la lune
- 1904 - Le voyage à travers l'impossible
- 1912 - À la conquête du pôle

- Bibsys: 90068029
- Biblioteca Nacional de España: XX1262785
- Bibliothèque nationale de France: cb122153706 (data)
- Catàleg d'autoritats de noms i títols de Catalunya: 981058513964006706
- CiNii: DA11501278
- Gemeinsame Normdatei: 118783084
- International Standard Name Identifier: 0000 0001 2278 0413
- Library of Congress Control Number: n79055178
- Nationale Bibliotheek van Letland: 000350572
- Base Léonore: LH//1819/20
- MusicBrainz: 394d5c13-8bbf-4603-8796-3f2c9649a41a
- Bibliotheek van het Japanse parlement: 00621034
- Nationale Bibliotheek van Tsjechië: mzk2005289701
- Nationale bibliotheek van Australië: 36408776
- Nationale Bibliotheek van Israël: 987007279058005171
- Nationale Bibliotheek van Polen: a0000002657045
- Nederlandse Thesaurus van Auteursnamen: 070691479
- PIC: 3641
- Réseau des bibliothèques de Suisse occidentale: 02-A003625727
- RKD-Nederlands Instituut voor Kunstgeschiedenis: 244472
- SNAC: w6737n4b
- Système universitaire de documentation: 03081412X
- Trove: 1254656
- Union List of Artist Names: 500066375
- Virtual International Authority File: 32046955
- WorldCat: E39PBJvmMC4JhPx4frf9vxhbVC